# Ахметов, Сапар Кайратович
Сапар Кайратович Ахметов (каз. Сапар Қайратұлы Ахметов; род. 27 октября 1965; Сергеевский район, Северо-Казахстанская область, СССР) — казахстанский политический деятель, депутат Мажилиса Парламента Республики Казахстан VІ созыва (с 2016 года — 10.01.2021 годы).

## Биография
Сапар Кайратович Ахметов родился 27 октября 1965 года в Сергеевском районе Северо-Казахстанской области.
В 1990 году окончил Целиноградский инженерно-строительный институт по специальности «Промышленное и гражданское строительство», в 2001 году Евразийский гуманитарный институт по специальности «Экономист-финансист».
кандидат политических наук, тема диссертации: «Развитие местного государственного управления и самоуправления в Республике Казахстан».
Владеет английским языком.
Трудовую деятельность начал в 1990 году каменщиком 2 разряда ПМК-5 треста «Петропавловсксельстрой».
С 1990 по 1991 годы — Мастер, старший производитель работ ПМК-5 треста «Петропавловсксельстрой».
С 1992 по 1997 годы — Работа в коммерческих структурах, предпринимательство.
С 1997 по 1998 годы — Инженер по техническому надзору УКС «Акмола - недвижимость», ведущий специалист отдела экономических реформ Аппарата акима г. Акмолы.
С марта по сентябрь 1998 годы — Советник заместителя акима г. Астаны.
С 1998 по 2001 годы — Заведующий отделом по развитию туризма и экономического анализа внешнеэкономических связей.
С 2001 по 2002 годы — Председатель комитета внешнеэкономических связей.
С 2002 по 2004 годы — Заместитель акима района «Сарыарка» г. Астаны.
С 2004 по 2007 годы — Аким района «Сарыарка» г. Астаны.
С 2007 по 2008 годы — Руководитель аппарата Акима г. Астаны.
С 2008 по 2013 годы — Аким района «Алматы» г. Астаны.
С 2013 по 2016 годы — Первый заместитель председателя Астанинского городского филиала партии «Нұр Отан».
С 24 марта 2016 года по 10 января 2021 годы — Депутат Мажилиса Парламента Республики Казахстан VІ созыва от партии  Нур Отан, Член Комитета по экономической реформе и региональному развитию Мажилиса Парламента РК.
С 24 февраля 2021 года — Председатель Казахстанской Ассоциации блокчейн-технологий.

## Награды
- 2000 — Медаль «Астана»
- 2001 — Медаль «10 лет независимости Республики Казахстан»
- 2005 — Медаль «10 лет Конституции Республики Казахстан»
- 2008 — Медаль «10 лет Астане»
- 2008 — Орден Курмет[6]
- 2011 — Медаль «20 лет независимости Республики Казахстан»
- 2015 — Медаль «20 лет Конституции Республики Казахстан»
- 2016 — Медаль «25 лет независимости Республики Казахстан»[7]
- 2017 — Памятный знак «МПА СНГ. 25 лет» (27 марта 2017 года, Межпарламентская ассамблея СНГ) — за содействие в деятельности Межпарламентской Ассамблеи и её органов[8].